# Tcheguem
Tcheguem (en russe : Чеге́м) est une ville de la république de Kabardino-Balkarie, en Russie, et le centre administratif du raïon de Tcheguem. Sa population s'élevait à 18 417 habitants en 2020.

## Géographie
Tcheguem est arrosée par la rivière Tcheguem, un affluent de la Baksan, et se trouve à 9 km au nord de Naltchik et à 1 423 km au sud-est de Moscou.

## Histoire
Le vieux village Tcheguem Pervy (en russe « Premier Tcheguem », pour le distinguer du village voisin de Tcheguem Vtoroï ou « Second Tcheguem ») reçoit le statut de commune urbaine en 1972 et le statut de ville en 2000. Elle se trouve sur la route M29, qui relie Rostov-sur-le-Don à la frontière de l'Azerbaïdjan.

## Population

### Démographie
Recensements ou estimations de la population
| 1959* | 1970* | 1979* | 1989*  | 2002*  | 2006   | 2010*  | 2012   |
| ----- | ----- | ----- | ------ | ------ | ------ | ------ | ------ |
| 4 973 | 7 551 | 9 650 | 13 225 | 17 893 | 18 298 | 18 019 | 17 887 |

| 2013   | 2014   | 2015   | 2016   | 2017   | 2018   | 2019   | 2020   |
| ------ | ------ | ------ | ------ | ------ | ------ | ------ | ------ |
| 17 819 | 17 820 | 17 875 | 17 957 | 18 043 | 18 156 | 18 264 | 18 417 |

### Nationalités
Au recensement de 2002, la population de Tcheguem se composait de  :
- 81,7 % de Kabardes
- 12,5 % de Balkars
- 3,4 % de Russes